# 4x4之家
4x4之家（日語：4m×4mの家）是一座位於日本兵庫縣神戶市垂水區的住宅建築，該建築由兩棟房屋組成，西側座為I號房屋，東側座為II號房屋。其中I號於2003年完工，II號於2005年完工。設計由安藤忠雄建築事務所負責，中田工務店進行施工。

## 概要
該建築物的正式名稱源自於其結構頂層的單間，在長度、寬度和高度都統一為4公尺。該建築位於垂水區的海岸線上，頂層的單間窗戶面向著明石海峡大桥一側，能夠俯瞰著淡路島的景觀。由於該建築是普通居民的私有住宅，因此詳細地址等資訊自完工後皆未正式公開。出於一樣原因，因此無法進行一般的建築參觀。
4x4之家被深深地埋在地下，並用混凝土包覆以抵抗側向力。臥室位於中間樓層，廚房和客廳位於頂層。房子的型態遵循著建築師組織架構的原則，並經常被提到作為住宅建築的例子。I號房屋佔地面積為65.42平方公尺，建築面積為22.56平方公尺。正方形的長度和寬度為4.75公尺。頂層的單間比下層稍微向東偏移，設計為4立方公尺。建築採用清水混凝土結構，由地下1層和地上4層組成。
II號房屋的設計則與I號房屋相似，然而其建築採用木結構，結構共有三層，外牆塗黑色。頂層的單間比下層稍微向西偏移，因此兩棟建築物通過中間線，因而達到左右對稱的效果。此外II號房屋設有一個電梯，由木頭製成（來自俄勒岡州的層壓松木和泡桐木）。使用不同的材料是建築師提出的建議。

## 沿革
在2000年11月，因應阪神大地震之後的重建計畫，雜誌《BRUTUS》曾進行了一個名為「約束建築」的特輯，邀請著名建築師為讀者建造家居的企劃。參加這個企劃的建築師則包括安藤忠雄、早川邦彦、岸和郎等人。該企劃也促成了4x4之家I號房屋的建造，安藤最終選擇了垂水區的海濱地點作為建築物的所在地，在建造之前，當地政府曾認為這片土地不可建造。，最終，I號房屋於2002年開工，2003年完工。建築的報導最初於2003年的《BRUTUS》雜誌上刊登，標題為「由10位知名建築師打造的『約束建築』報導！」。
II號則不是由公開徵集選出的，而是由私人委託進行設計。然而II號最後在竣工9年後，於2014年被拆除。